# Manuel Odría
Manuel Arturo Odría Amoretti (Tarma, 26 de noviembre de 1896-Lima, 18 de febrero de 1974) fue un militar y político peruano. Fue presidente del Perú, entre 1948 y 1956.
Odría fue un militar de destacada trayectoria: participó como jefe de Estado Mayor durante la guerra peruano-ecuatoriana de 1941, actuando en la batalla de Zarumilla. Fue después ministro de Gobierno y Policía del Gobierno de José Luis Bustamante y Rivero, a quien destituyó en 1948, asumiendo entonces el control absoluto del Gobierno, que reprimió duramente a los opositores, especialmente apristas y comunistas. Su periodo se conoce históricamente como el Ochenio de Odría y se divide en dos fases: la Junta Militar de Gobierno (1948-1950) y la presidencia constitucional de la república (1950-1956). 
La administración del General Odría se caracterizó por ser progresista y de arraigo nacional, basado en el pragmatismo y el nacionalismo. Merecen destacarse su gran obra educacional y de seguridad social, así como la relativa recuperación económica y financiera del país, favorecido en parte por una beneficiosa coyuntura internacional: la guerra de Corea, que trajo un aumento a las exportaciones y el repunte de sus precios. La crisis económica empezó a arreciar a finales de su gobierno y fue su sucesor, a quien le cupo enfrentar su solución. Su lema fue «Hechos y no palabras» que luego lo cristalizó en «Salud, educación y trabajo». Impulsó un ambicioso programa de construcciones monumentales de concreto armado, lo que trajo como consecuencia un pleno empleo y consecuentemente una momentánea paz social. Fue así como se erigieron grandes unidades escolares (GUE), universidades nacionales, edificios públicos, complejos de vivienda, hospitales, hoteles, puentes y estadios, como el Estadio Nacional de Lima, así como autopistas, como la Panamericana, obras todas de gran envergadura que modernizaron al país a pasos agigantados, pero bajo una férreo gobierno militar de derecha, enérgicamente antiaprista y anticomunista. Asimismo, esta abundancia de obras públicas y la falta de una fiscalización originaron inevitablemente una gigantesca corrupción pública, de la que se habrían beneficiado tanto Odría como sus allegados, y cuya investigación evadió al transar, con su sucesor, Manuel Prado y Ugarteche, el retorno a la democracia a cambio de una total impunidad. Posteriormente, Odría intentó recuperar la presidencia por medios democráticos en dos oportunidades: en las elecciones presidenciales de 1962 y en las de 1963, pero no logró sus aspiraciones, finalizando así su carrera política.
En el Perú se rememora este régimen como el de las grandes obras públicas que dieron trabajo a miles de peruanos y que hizo vivir al país en una bonanza económica pasajera. El escritor Mario Vargas Llosa ambientó su célebre novela Conversación en La Catedral (1969) en el Ochenio de Odría, dando énfasis a la represión política y a la corrupción de los militares aliados con la oligarquía.

## Nacimiento
Sus padres fueron Arturo Odría Álvarez y Zoila Amoretti Pechú. Su abuelo paterno fue el coronel Manuel Odría de La Canal, uno de los vencedores del combate del 2 de mayo del Callao, donde fue herido, quedando inválido del brazo derecho. Su bisabuelo paterno fue Sebastián Ignacio de Odría Urdanpilleta y Atristaín, de origen vasco, el primer Odría que llegó al Perú en tiempos de la colonia, quien luchó bajo la bandera realista durante la guerra de la independencia y luego se estableció definitivamente en Tarma, donde se casó con la dama tarmeña María Dolores de La Canal.
Su abuelo materno fue el italiano Antonio Amoretti, casado con Dolores Pechú Arrieta, hija de Pedro Pechú Le brum (próspero comerciante francés natural de Bayona) y de Lorenza Arrieta (perteneciente a una de las familias más poderosas de la región central del Perú, también de origen vasco, y con importantes vínculos desde la época del Virreinato Peruano).
Manuel A. Odría Amoretti nació en una de las casonas de la familia Arrieta. Su máximo benefactor fue su tío abuelo materno, el doctor Manuel Pechú Arrieta, cónsul de Francia y alcalde de Tarma, quien veló por darle una educación idónea.

## Años escolares
Estudió la primaria en el colegio de los padres dominicos San Francisco de Sales, y en 1909 pasó a cursar la secundaria en el Ilustre Colegio Nacional San Ramón, ambos en su natal Tarma, donde su tío, el distinguido hombre de negocios y hacendado Juan Carlos Arrieta Abeytúa era el administrador general y contribuyente asiduo del colegio. Entre las amistades que Odría cultivó en el colegio, destacaron Ulises Sempertegui, Manuel García-Zapatero, Luis A. Cárdenas, Antonio Cantella y Edilberto Caro. Destacó en las asignaturas de matemáticas y especialmente en historia, materia por la que obtuvo el primer puesto en el tercer y cuarto año. Culminó sus estudios secundarios en 1913. Al año siguiente falleció su padre.

## Formación militar
En 1914 se trasladó a Lima con su familia y se preparó para ingresar a la Escuela Militar de Chorrillos. Esto se dio el 28 de abril de 1915, eligiendo el arma de infantería. Durante los cuatro años de estudios como cadete, obtuvo notas sobresalientes. En el tercer año obtuvo una mención honrosa por haber obtenido la más alta nota. Asimismo, fue el único cadete elegido para representar a los institutos armados, formando parte de una delegación de jóvenes universitarios, que viajó a Bolivia en 1917. En dicho grupo estudiantil se hallaban Javier Correa Elías, Raúl Porras Barrenechea, Cristóbal de Losada y Puga, Edgardo Rebagliati y Víctor Raúl Haya de la Torre.
El 1 de febrero de 1919, egresó de la Escuela Militar con el grado de subteniente de infantería y como el número uno de su arma, mereciendo la espada de honor de su promoción (la número 19). Por sus cualidades profesionales, fue solicitado por la Escuela como instructor, prestando sus servicios durante siete años.
El 27 de julio de 1921, ascendió a teniente y, el 1 de febrero de 1924, a capitán. En 1927 ingresó por concurso a la Escuela Superior de Guerra, para realizar cursos de especialización. Después de dos años de estudios egresó como diplomado de Estado Mayor, integrando la primera promoción. Ingresó también a la Universidad Nacional Mayor de San Marcos realizando estudios en la facultad de ciencias matemáticas. Con el mismo espíritu de superación profesional, ingresó a la Escuela Superior de Guerra Naval, de donde egresó como diplomado de Estado Mayor Naval, formando parte de la primera promoción en 1932.

## Trayectoria profesional
Ascendido a mayor el 1 de febrero de 1930, asumió la jefatura del batallón de Infantería de la Escuela Militar, cargo que ejerció hasta su ascenso a teniente coronel, el 1 de febrero de 1936. Fue entonces designado jefe de Estado Mayor de la Cuarta División en el Cuzco y, con igual cargo, pasó a la División Ligera, con sede en Piura, al frente de la cual participó en la guerra con el Ecuador de 1941. Memorable fue su actuación en la batalla de Zarumilla, que se libró del 23 al 27 de julio de ese año, y en el que las fuerzas peruanas repelieron el ataque de los ecuatorianos, pasando así a la ofensiva y a una ocupación breve de territorio ecuatoriano. Por su distinguida acción fue promovido a coronel el 15 de noviembre de 1942, y nombrado subdirector y luego director general de la Escuela Superior de Guerra del Perú.
Viajó a los Estados Unidos para seguir cursos sobre los armamentos modernos, y a su regreso fue promovido a General de Brigada, por ley del Congreso dada el 23 de marzo de 1946. Ocupó asimismo el cargo de jefe de Estado mayor general del Ejército, desde abril de 1946 hasta enero de 1947, cuando fue convocado para formar parte del gabinete ministerial del presidente José Luis Bustamante y Rivero, como Ministro de Gobierno y Policía.
La siguiente etapa de su vida corresponde a su ascenso al poder, primero presidiendo una Junta Militar de 1948 a 1950, y luego como presidente constitucional, de 1950 a 1956. El 10 de octubre de 1951, por ley dada por el Congreso, fue ascendido al rango de General de División.

## Ministro de Gobierno y Policía
En 1945, el doctor José Luis Bustamante y Rivero llegó a la presidencia con el apoyo de la Alianza Popular Revolucionaria Americana (APRA) liderada por Víctor Raúl Haya de la Torre, que ocupó una importante posición en el Congreso. Pronto ocurrió la ruptura entre el APRA y el presidente Bustamante y Rivero. La célula parlamentaria aprista pasó a hacer una desaforada oposición al gobierno; sus más exaltados militantes cometieron actos terroristas en todo el país. El 7 de enero de 1947 fue asesinado el empresario Francisco Graña Garland, que por entonces ejercía como presidente del directorio del diario La Prensa. Se culpó a los apristas de este magnicidio y el presidente Bustamante se vio obligado a disolver su gabinete ministerial, formando otro integrado mayoritariamente por militares. Odría, ya conocido por su antiaprismo, fue nombrado Ministro de Gobierno y Policía (12 de enero de 1947). Este gabinete tuvo que hacer frente a la difícil situación creada por la tenaz oposición aprista y una inusitada huelga parlamentaria manipulada por el bloque antiaprista, que originó el receso del Congreso. Bustamante debió gobernar sin Parlamento en el resto de su mandato.
En junio de 1948, Odría, junto con el resto del gabinete militar y otros elementos de la derecha, insistió al presidente Bustamante para que pusiera fuera de la ley al APRA, clausurara sus locales y periódicos, encarcelara o desterrara a sus líderes. Como el presidente rehusó a tal exigencia, el gabinete en pleno dimitió. Quedó planteada así la crisis política, entre el gobierno y los militares. Estos, alentados por el sector agro-minero exportador, opuesto al control de cambios aplicado por Bustamante, tramaron dar un golpe de Estado, mientras que los apristas planeaban otro golpe propio. Elementos del ala izquierda aprista se adelantaron fomentando la rebelión de la marinería en el Callao, que fue aplastada sangrientamente por el ejército (3 de octubre de 1948). Bustamante puso fuera de la ley al partido aprista, pero ya era muy tarde. Los militares encabezados por Odría pusieron en marcha el golpe de Estado.
A la crisis política se sumó la crisis económica-social. Se produjo el alza del costo de vida, lo que causó un gran malestar social. La inflación, el control de precios y la ineficiencia administrativa crearon un clima de desabastecimiento de productos básicos creándose los estanquillos donde el pueblo tenía que hacer cola para llevar lo básico. Según el Banco Central de Reserva la inflación al año 1947 fue de 46%, cuando desde finales de la Primera Guerra Mundial había sido de 10%.

## Golpe de Estado de 1948

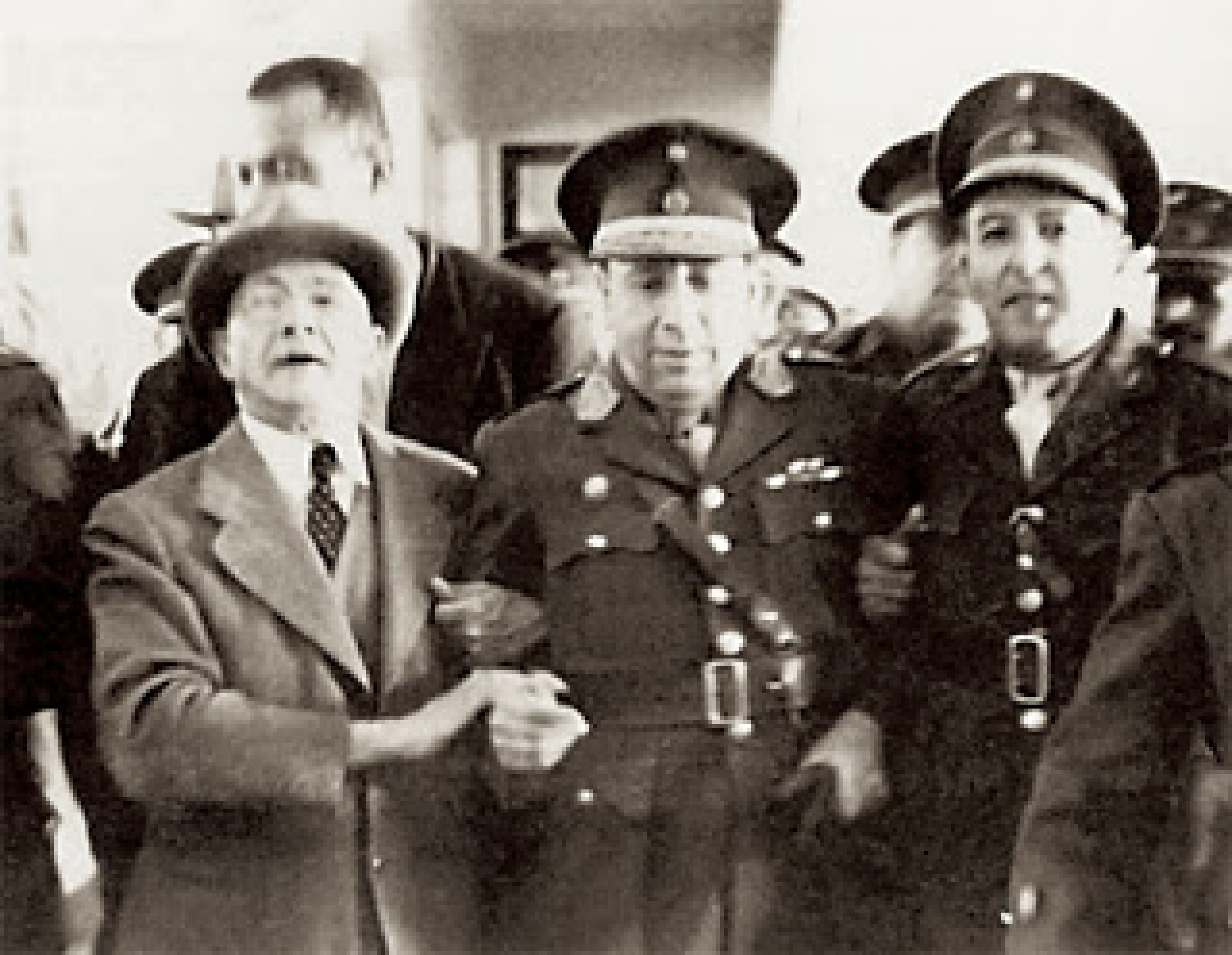
El golpe de Estado de Manuel Odría contra José Luis Bustamante y Rivero el 29 de octubre de 1948.

El 27 de octubre de 1948, Odría, a la cabeza de la guarnición de Arequipa, se levantó en contra del gobierno. Denominó a su acto subversivo como la “Revolución Restauradora”. Leyó visiblemente nervioso a través de Radio Continental su Manifiesto a la Nación, en el que declaró lo siguiente:

la revolución que estalló en Arequipa es por una causa justa, noble y patriótica: salvar a los institutos armados que son la base de la defensa nacional; reconstruir la vida democrática, restablecer el imperio de la Constitución y, finalmente, terminar con el período de miseria y de hambre que agobia a nuestro pueblo.

Las demás guarniciones del país, como la del Cuzco y las del norte del país, dudaron en plegarse al movimiento iniciado en Arequipa, pero el triunfo de este se decidió cuando la guarnición de Lima, al mando del general Zenón Noriega se sumó a Odría. El golpe de Estado culminó con éxito con la deportación del presidente Bustamante hacia Buenos Aires, Argentina. Noriega asumió el poder interino, como Presidente de la Junta Militar, hasta la llegada de Odría (29 de octubre de 1948).

## La Junta Militar de Gobierno (1948-1950)
Odría tomó el poder el día 1 de noviembre de 1948, presidiendo la Junta Militar de Gobierno, que se impuso violentamente con la supresión de garantías individuales, consagrada indefinidamente con una arbitraria Ley de Seguridad Interna, dirigida con especial dureza contra el APRA. El cerebro de esta represión fue el director de gobierno, Alejandro Esparza Zañartu. Los principales líderes apristas fueron encarcelados o desterrados. Haya de la Torre se asiló en la embajada de Colombia, donde permaneció hasta 1954, cuando se le permitió salir al destierro. El partido comunista fue también proscrito. El congreso fue cerrado, pero el poder judicial subsistió, aunque precariamente. La Junta gobernó mediante Decretos-leyes.
La economía sufrió un viraje hacia el liberalismo, aunque sin caer en extremos. Se quiso tecnificar la economía, para lo cual se contrató la misión norteamericana presidida por Julius Klein, que recomendó el sistema de libre mercado. Odría atendió a las principales recomendaciones de esta misión: supresión de subsidios, libre cambio, desaparición de los controles y el equilibrio presupuestal. La crisis económica pudo así ser contenida.
De otro lado concedió también beneficios sociales a los trabajadores:
- Decretó la elevación y la obligatoriedad de las indemnizaciones por accidentes de trabajo.
- El seguro social pasó a ser obligatorio para empleados públicos y particulares.
- Se consolidó el régimen de las indemnizaciones por tiempo de servicios y se establecieron las gratificaciones por fiestas patrias y por Navidad.
- Se atendió el problema de los salarios.

Otras medidas progresistas fueron las siguientes:
- La creación del Ministerio de Trabajo para canalizar los reclamos de los trabajadores.
- La creación de un Fondo Nacional de Educación destinado exclusivamente a construcciones escolares, y de un Fondo Nacional de Salud.
- La creación de un Plan de Educación destinado a extender la educación a todo el país.
- Promulgación de un Código de Minería para dar impulso a esta actividad.

### Elecciones de 1950
La Junta Militar decidió convocar a elecciones presidenciales. Odría sería el candidato, pero existía un problema formal: de acuerdo a la constitución, el ciudadano que aspirara a la presidencia no debía ejercer al mismo tiempo el poder, al que debía renunciar, mínimo, seis meses antes de las elecciones. Para sortear este impedimento, Odría dio su famosa “bajada al llano”: faltando apenas un mes para las elecciones dejó el poder al general Zenón Noriega y postuló a la presidencia (1 de junio de 1950). La oposición, reunida en una Liga Nacional Democrática, presentó a su vez la candidatura del general Ernesto Montagne Markholz.
El 12 de junio de 1950 estalló en Arequipa una huelga de estudiantes del Colegio Nacional de la Independencia Americana, que se extendió a la Universidad Nacional de San Agustín y se amplió a la ciudad como consecuencia de la salvaje represión de las autoridades, que ordenaron actuar a las fuerzas armadas. El ilustre arequipeño Francisco Mostajo, representante de la Liga Nacional Democrática, encabezó el movimiento civil en Arequipa, formando una Junta. Se levantaron barricadas en la ciudad y se produjeron saqueos. Tras retirarse momentáneamente, el 14 de junio el ejército volvió a Arequipa y la tomó calle por calle. Dos jóvenes arequipeños que iban con la intención de parlamentar, Carlos Bellido y Arturo Villegas, cayeron abaleados. Finalmente se acordó el cese de hostilidades.
El gobierno culpó a la Liga Nacional Democrática de la revuelta, y Montagne fue apresado y desterrado. Odría quedó así como único candidato, venciendo, como era de esperarse, en las elecciones realizadas el 2 de julio de 1950.

## Presidente de la república (1950-1956)

El presidente Manuel A. Odría (tercero de derecha a izquierda), junto con algunos de sus ministros.

Odría juró como presidente constitucional el 28 de julio de 1950, ante un Parlamento igualmente elegido. Mantuvo vigente la Ley de Seguridad Interior. Su gobierno gozó de estabilidad económica y continuó la obra trazada en la etapa de la Junta Militar.
Siguiendo su lema «Hechos y no palabras», Odría desarrolló un vasto plan de obras públicas, principalmente enderezado a la construcción de las Grandes Unidades Escolares tanto en Lima como en las principales ciudades del país, así como vías de comunicación, hospitales, ministerios, hoteles, etc. Muchas de sus obras fueron destinadas a su ciudad natal, Tarma (la Iglesia Matriz, el Hotel de Turistas, el Hospital Regional, etc.); y a Tacna, la ciudad heroica, cuna natal adoptiva de María Delgado de Odría.
Hay que señalar que el gobierno de Odría se vio favorecido por una coyuntura económicamente favorable por el aumento de las exportaciones debido a la guerra de Corea. Los precios de los productos de exportación (algodón, azúcar, metales, lana) repuntaron en el mercado mundial. Ello motivó que los ingresos fiscales aumentaran notablemente, dinero que el gobierno utilizó en su programa de obras públicas, que aparte de su utilidad intrínseca, dio empleo a decenas de miles de trabajadores.
Pero al mismo tiempo, los derechos civiles fueron severamente restringidos y la corrupción fue rampante a lo largo de todo su régimen. La represión política estuvo encarnada en la figura del director y luego ministro de Gobierno, Alejandro Esparza Zañartu, tenebroso personaje que actuaba bajo un halo de misterio. Durante el régimen, era común que se espíe, encarcele, torture y deporte a dirigentes políticos de oposición. 
El gobierno tuvo también que afrontar el problema del asilo de Haya de la Torre en la embajada colombiana, asunto que lo desprestigió a nivel internacional. Ya en el tramo final de su período, el aumento de los precios en los artículos de primera necesidad, la iniciación de una inquietante crisis económica-fiscal y la acentuación de la dictadura, produjeron malestar en las masas, clamándose por un gobierno que renovara las viejas estructuras de la nación. Surgieron nuevos partidos políticos como la Democracia Cristiana, el Social Progresismo, y posteriormente Acción Popular, acaudillado por el arquitecto Fernando Belaúnde Terry.

### Obras Importantes

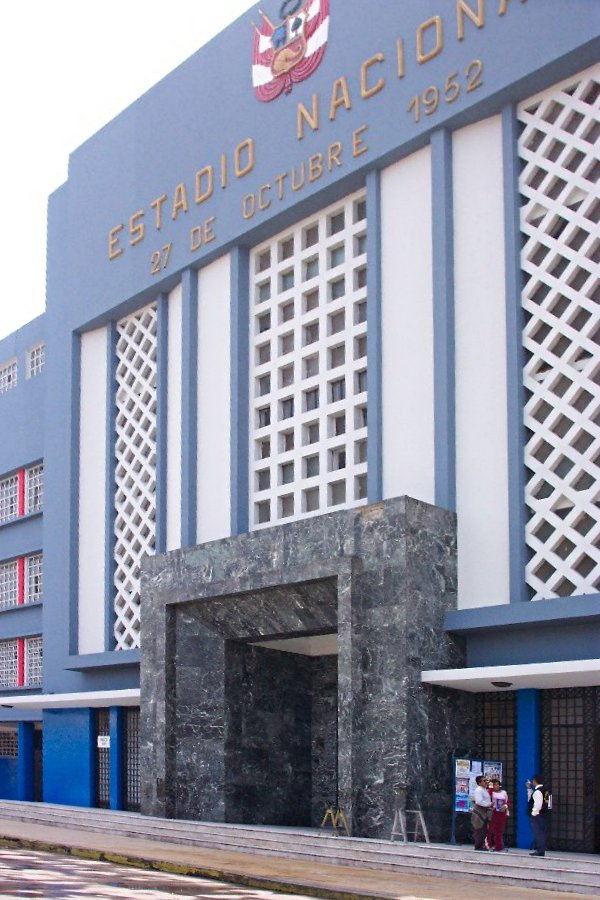
Estadio Nacional del Perú, inaugurado el 27 de octubre de 1952, obra emblemática del Ochenio de Odría.

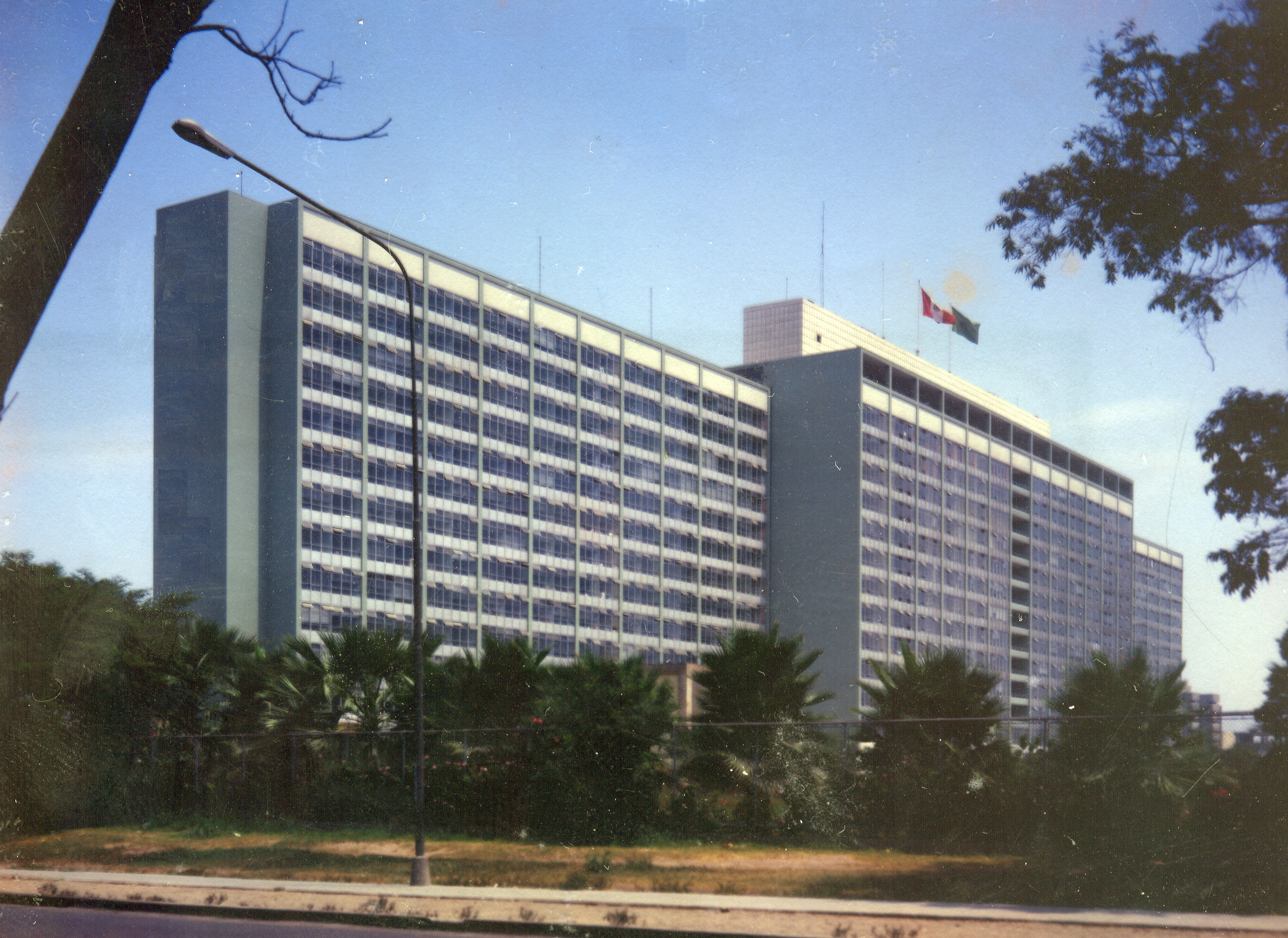
El Hospital del Empleado

- Se prosiguió la política económica y fiscal implantada durante la fase de la Junta Militar, lo que permitió una situación relativamente favorable en dicho aspecto. La moneda se estabilizó.
- Se continuó el proceso de industrialización. Para beneficio de la gran industria se formularon proyectos de electrificación.
- Se realizaron importantes obras de irrigación, siendo la principal la derivación del río Quiroz al valle de Piura, iniciada por el gobierno anterior; asimismo se activó los trabajos de derivación de las aguas de la laguna de Choclococha al río Ica, se habilitó el canal internacional en el río Zarumilla, en coordinación con Ecuador, y otras pequeñas irrigaciones en los departamentos de Cajamarca y La Libertad.
- Mediante el Código de Minería promulgado en 1950 se alentó la inversión minera, especialmente por compañías extranjeras (particularmente norteamericanas) y se inició la explotación de los yacimientos de cobre de Toquepala y Quellaveco, y la de hierro de Marcona. El auge de la minería se debió también a las necesidades internacionales derivadas de la guerra de Corea.
- Se realizó un importante plan de construcción vial, mejorando las carreteras existentes y abriendo otras hacia el interior del país.
- Se dedicó a la educación el porcentaje presupuestal más alto del siglo, siendo el principal ministro en dicho ramo el coronel (luego general) Juan Mendoza Rodríguez.  Se implementó una reforma curricular, se atendió la formación de profesores y se ejecutó un vasto plan de construcción de locales escolares a nivel nacional: grandes unidades escolares (GUE), escuelas primarias, institutos pedagógicos. Aparte de su buena infraestructura, estos colegios contaron también con excelentes profesores.
- El Ministerio de Educación fue dotado de un moderno edificio, situado frente al Parque Universitario, actualmente sede de organismos judiciales. De esta época data también la implantación del 6 de julio como “Día del Maestro”.
- Se trabajó por la mejora de los servicios de salud pública. Se construyó el Hospital Central del Seguro Social del Empleado (hoy Hospital Edgardo Rebagliati Martins) en Lima, convenientemente equipado, así como hospitales regionales en los departamentos.
- Se construyeron el Centro Médico Naval y el Hospital Militar Central, en Lima.
- Se prosiguió con la política de construcción de viviendas populares, para obreros y empleados, en todo el país. Datan de entonces las unidades de viviendas de Matute, Santa Marina y La Perla; así como la urbanización Ciudad de Dios, en Lima-Callao. También se construyó el Centro Vacacional de Huampaní, para el esparcimiento de las familias.
- Se construyó el Estadio Nacional de Lima, que sería remodelado en el año 2011.
- Se creó la Central de Asistencia Social (1951), presidida por la esposa del presidente, María Delgado de Odría; en ella se daba atención a mujeres y niños.
- Se dieron acertadas disposiciones legales para el sector militar, como la Ley Orgánica del Ejército, la Ley de Ascensos Militares, el Código de Justicia Militar.
- Se creó el Centro de Altos Estudios Militares (CAEM), un centro de formación superior para los oficiales de las Fuerzas Armadas, que derivó en estudios de carácter político-social como parte de la defensa nacional.
- Se impulsó la explotación petrolera por la promulgación de la ley orgánica del petróleo de 18 de marzo de 1952.
- Sin duda, la más importante reforma constitucional de este gobierno fue la concesión del derecho al voto de las mujeres, por ley promulgada el 7 de septiembre de 1955.

## Fin del Ochenio

### La revolución de Arequipa de 1955
Hacia 1954 se daban ya señales de la descomposición del régimen. Acusado de conspirador, el general Zenón Noriega fue desterrado hacia los Estados Unidos. El 20 de julio de 1955, los redactores del diario La Prensa prepararon una declaración en la que exigían la derogatoria de la Ley de Seguridad Interior, la reforma electoral y la amnistía política general. Este documento sirvió de punto de partida para la fundación de la Coalición Nacional, encabezada por Pedro Roselló, Manuel Mujica Gallo, y Pedro G. Beltrán.
Una reunión de la Coalición, realizada en el teatro de Arequipa, fue atacada por matones al servicio del gobierno, iniciándose una protesta similar a la de 1950. La ciudad se declaró en huelga general y pidió la destitución del ministro de Gobierno, Alejandro Esparza Zañartu. A diferencia de lo ocurrido en 1950, esta vez Odría no quiso enviar tropas militares para reprimir la revuelta y Esparza tuvo que renunciar, a fines de diciembre de 1955, partiendo al exilio. Este episodio marcó el comienzo del fin del régimen odriísta. Paralelamente regresaron del exilio el expresidente José Luis Bustamante y Rivero y los más importantes dirigentes apristas, como Armando Villanueva del Campo y Ramiro Prialé. A la larga, la Coalición Nacional no arraigó popularmente y surgieron otros movimientos políticos para las elecciones de 1956.

### Las elecciones de 1956
La gente temía que Odría se perennizara en el poder; es por ello que sorprendió su decisión de convocar a elecciones generales en 1956 y su anuncio de no presentarse como candidato. Lo cierto era que el régimen ya estaba muy desgastado; el mismo Odría se hallaba físicamente disminuido a consecuencia de una fractura en la cadera y otra en el fémur.
Se presentaron tres candidatos:
- El doctor Hernando de Lavalle y García, quien contó con el apoyo inicial del gobierno, que había formado a propósito un partido político propio, el Partido Restaurador, que tiempo después sería bautizado como la Unión Nacional Odriísta. También le apoyó el recientemente fundado Partido Demócrata Cristiano.
- El expresidente Manuel Prado Ugarteche, por el Movimiento Democrático Peruano (MDP). Perteneciente a una familia de importante influencia social y de gran poder económico, Prado era propietario del diario La Crónica y de una serie de empresas, incluyendo al Banco de Crédito (ex Banco Italiano).
- El arquitecto Fernando Belaúnde Terry, lanzado por el Frente Nacional de Juventudes Democráticas, cuya inscripción fue impuesta al Jurado Nacional de Elecciones, tras una protesta memorable que hizo Belaunde en el centro de Lima, conocida como el “manguerazo”. Este Frente fue el origen del partido Acción Popular.

Un partido de masas como el APRA se hallaba impedido de participar en las elecciones y por ello los votos de sus militantes serían decisivos en la contienda. Los dirigentes apristas decidieron negociar sus votos, a cambio de la mejor oferta que hicieran los candidatos. Lavalle ofreció un estatuto de partidos que otorgaría la legalidad al APRA en fecha no determinada, lo que para los apristas no era suficiente. Fue Prado quien tuvo la habilidad de ganarse el apoyo de los apristas, a quienes prometió levantarles la proscripción el primer día que asumiera el poder, derogando la Ley de Seguridad Interior. Más adelante el mismo Odría apoyaría la candidatura de Prado, en desmedro de Lavalle.
En este contexto la guarnición de Iquitos, encabezada por el general Marcial Merino, se sublevó contra Odría el 16 de febrero de 1956. El diario La Prensa publicó el manifiesto de los sublevados, por lo cual su director, Pedro G. Beltrán, fue detenido y enviado a la prisión de El Frontón junto a un grupo de sus trabajadores, mientras que el diario dejó de editarse. La sublevación no prosperó y, ante la protesta nacional e internacional, Odría cedió y liberó a los detenidos.
Las elecciones se realizaron el 17 de junio de 1956. Los resultados oficiales fueron los siguientes: Manuel Prado Ugarteche, 568 134 votos (45,5%); Fernando Belaúnde Terry, 457 638 votos (36,7%) y Hernando de Lavalle y García, 222 323 votos (17,8%).

### El Pacto de Monterrico
Una de las principales preocupaciones de Odría era lograr que su sucesor se comprometiera a no investigar la corrupción y los delitos políticos de su gobierno. Aunque los ingresos legales de Odría durante el Ochenio sumaban en total alrededor de 300 000 soles, había acumulado propiedades que valían 3 000 000 sólo en el departamento de Lima. Otros miembros de su familia y ministros del régimen se habían enriquecido también.
Aparentemente, cuando parecía probable la victoria electoral de Prado, se llegó a un acuerdo, conocido como el «Pacto de Monterrico», entre Prado y Odría, asegurando que la cuestión de la corrupción no sería abierta por el nuevo régimen. Así, pues, no se hizo investigación alguna en los años siguientes, a pesar de que las prácticas corruptas del régimen de Odría fueron denunciadas públicamente y en gran detalle por líderes de la oposición como Héctor Cornejo Chávez.

## Ministros de Estado de Odría
- General de Brigada Zenón Noriega Agüero - Ministro de Guerra.
- Contralmirante Roque A. Saldías Maninat - Ministro de Marina.
- Alejandro Esparza Zañartu - Ministro de Gobierno (Interior).
- General de Brigada Armando Artola - Ministro de Trabajo y Asuntos Indígenas.
- General FAP José L. Villanueva - Ministro de Aeronáutica.
- Contralmirante Ernesto Rodríguez Ventocilla - Ministro de Relaciones Exteriores.
- Contralmirante Federico Díaz Dulanto - Ministro de Relaciones Exteriores.
- Coronel Juan Mendoza Rodríguez - Ministro de Educación Pública.
- Coronel Alberto León Diaz - Ministro de Agricultura.
- Teniente coronel Augusto Villacorta - Ministro de Hacienda y Comercio.
- Coronel Alberto López - Ministro de Salud Pública y Asistencia social.
- Teniente coronel José del Carmen Cabrejo Mejía - Ministro de Fomento y Obras Públicas.
- Teniente coronel Augusto Romero Lovo - Ministro de Justicia y Culto.

## Pospresidencia
En las elecciones generales de 1962 Odría postuló como candidato por la Unión Nacional Odriísta (UNO), partido por fundado por él mismo en 1961 y cuyo plan era un “Estado socialista de derecho”. Compitió con Víctor Raúl Haya de la Torre con el Partido Aprista Peruano (PAP) y Fernando Belaúnde Terry con Acción Popular (AP), pero ninguno de ellos alcanzó el requerido tercio de los votos generales. La elección del presidente debía entonces trasladarse al Congreso. La situación obligaba a un pacto entre por lo menos dos de los tres principales contrincantes para elegir al presidente. Insólitamente, el pacto se realizó entre los dos enemigos acérrimos, Haya y Odría, acordándose que este último asumiría la presidencia de la república. Pero un golpe de Estado de las Fuerzas Armadas removió al presidente Prado del gobierno, unos pocos días antes de que terminara su mandato, aduciendo que existían vicios en el proceso electoral.
Fueron convocadas nuevas elecciones en 1963, a las que se presentaron los mismos tres candidatos que obtuvieron alta votación en 1962. Esta vez ganó Belaúnde con un 36% de los votos. Bajo este nuevo gobierno, el partido de Odría formó una alianza parlamentaria con el APRA, que obstaculizó todo intento de reforma estructural planteado por Belaúnde y su partido. Esta pugna política culminó con el golpe militar del general Juan Velasco Alvarado, en 1968.

## Fallecimiento
Durante el Gobierno de las Fuerzas Armadas, Odría se retiró de la política activa. Vivía entonces en el barrio de Santa Beatriz, Cercado de Lima, en la calle Nicolás Corpancho, junto a su esposa María Delgado Romero. Falleció el 18 de febrero de 1974, a causa de un infarto al miocardio. Sus restos embalsamados se velaron en el mortuorio del Hospital Militar Central y luego en la Iglesia del Sagrario. Por decreto supremo N° 002-74/PM, el gobierno decretó que se le rindieran honores de Presidente de la República y declaró duelo nacional el día en que se realizaron sus funerales. Sus restos están en un mausoleo en el ala izquierda de la Iglesia Catedral de Tarma.

## Distinciones y condecoraciones

Armas como caballero de Carlos III

- Gran Cruz de la Orden Militar de Ayacucho en el grado de Oficial.
- Gran Cruz de la Orden Militar de Ayacucho en el grado de Caballero.
- Gran Cruz Peruana de Aviación de Primera Clase.
- Gran Cruz de la Orden al Mérito Naval.
- Gran Cruz al Mérito de la Guardia Civil y Policía.
- Gran Cruz con brillantes de la Orden del Sol del Perú.
- Gran Cruz de la Real y Distinguida Orden de Carlos III de España.
- Gran Collar de la Orden del Libertador de Venezuela.
- Gran Collar de la Orden del Libertador San Martín de la República de Argentina.
- Medalla de la Sociedad Fundadores de la Independencia, Vencedores del 2 de mayo de 1866 y Defensores Calificados de la Patria.